# Благовещенский монастырь (Стерлитамак)
Благовещенский женский монастырь — действующий православный монастырь в городе Стерлитамаке Башкортостана. Первоначально основан в 1838 году игуменьей Филаретой (Бычковой) в Уфе по современной Сочинской улице в Успенской слободе на месте Уфимского Успенского мужского монастыря, упразднённого в ходе секуляризации 1764 года. Правопреемник Уфимского Благовещенского женского монастыря.

## История
27 сентября 1995 года ходатайством управляющего епархией епископа Уфимского и Стерлитамакского монастырь открыт при Богородской церкви, а затем утвержден Святейшим Патриархом Московским и всея Руси Алексием II.
В 1998 году монастырь переведён в Стерлитамак, и занимает территорию Свято-Никольского кафедрального собора, хозяйственные постройки. Возглавляет монастырь игуменья Наталия (Ефремова). В монастыре работает воскресная школа.

## Святыни
В монастыре хранятся святыни:
- Ковчег с частицами мощей святых[9],
- Икона Распятия с частицей Древа Животворящего Креста Господня[10], иконы с частицами мощей местночтимых святых.

## Священнослужители
Известны имена настоятельниц монастыря: Филарета (с 1828), Евпраксия (с 1858), Дорофея (с 1894), Иннокентия (с 1898), Зосима I (с 1908), Клавдия (1914—19), Зосима II (1920—29).